# Isosakuranetina
La isosakuranetina è un flavanone presente nei frutti dell'Arancio e del Pompelmo, e nella Monarda didyma. La poncirina è il glicoside più comune. 